# San Andrés (Tenerife)

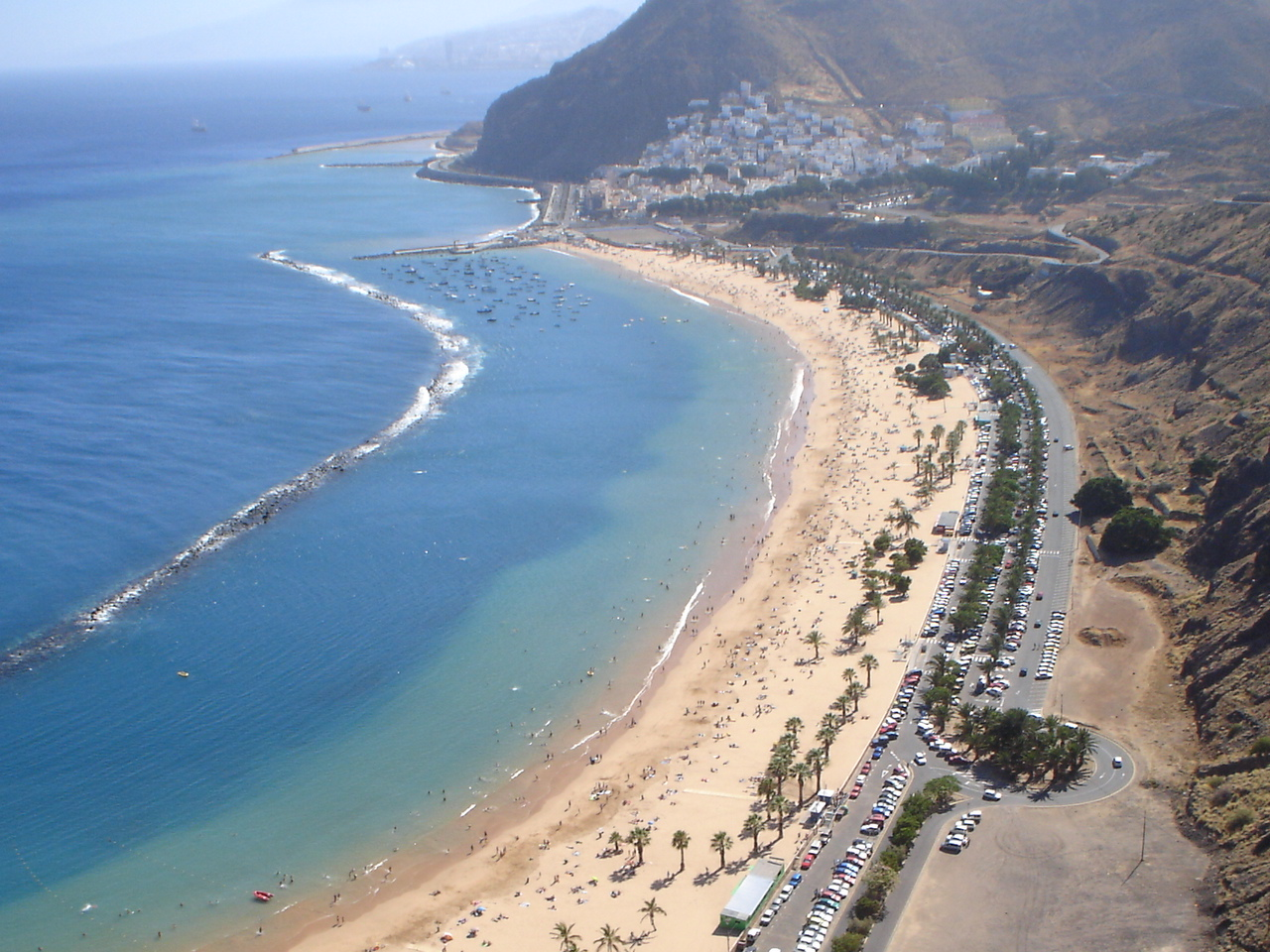
San Andrés et plage de Las Teresitas.

San Andrés est un village de Santa Cruz de Tenerife (Îles Canaries, Espagne), situé au sud du massif de Anaga, nord-est de l'île de Tenerife. Le long de ce village est de la célèbre plage de Las Teresitas. Il a une population de 3 050 habitants.

## Histoire
Dans les temps ancestraux de l'endroit avait plusieurs noms Abicor, Abicoré et Ibaute. Trouvé sur le site d'importants vestiges archéologiques période guanche, comme un célèbre momie guanche. Selon des sources contemporaines à la conquête des îles Canaries, le roi aborigène d'Anaga vivait dans la vallée de San Andrés. Au moment de la conquête, ce mencey était Beneharo.
En 1498, Lope de Salazar reçut ces terres après la conquête. Il est une des plus anciennes colonies de peuplement dans les îles Canaries, parmi ses monuments comprennent le château de San Andrés (Castillo de San Andrés) et de l'église de Saint-André Apôtre (Iglesia de San Andrés Apóstol). Jusqu'au XVIIIe siècle avec la construction du château, le lieu avait acquis la réputation de « port pirate » car le lieu servait de débarcadère aux nombreux navires voleurs qui fréquentaient à cette époque les eaux des îles Canaries.
En 1797, San Andrés participera à la défense de l'île devant l'attaque de l'amiral Horatio Nelson, en envoyant des miliciens au port de Santa Cruz et en évitant avec son château l'assaut des Anglais sur cette partie de la partie côte.
Au cours du XIXe siècle, le village était une municipalité indépendante, jusqu'en 1850, date à laquelle il est définitivement annexé à Santa Cruz de Tenerife.
Le village maintient le style de vie traditionnel tout au long de la première moitié du XXe siècle. Pendant la guerre civile et l'après-guerre, San Andrés vit des moments de répression dure et s'ajoute à l'adaptation du régime de Franco.
Depuis les années 60 du XXe siècle, mais surtout dans les années 2000, il a été tenté de transformer le village en un grand centre touristique lié à la plage de Las Teresitas.

## Photos

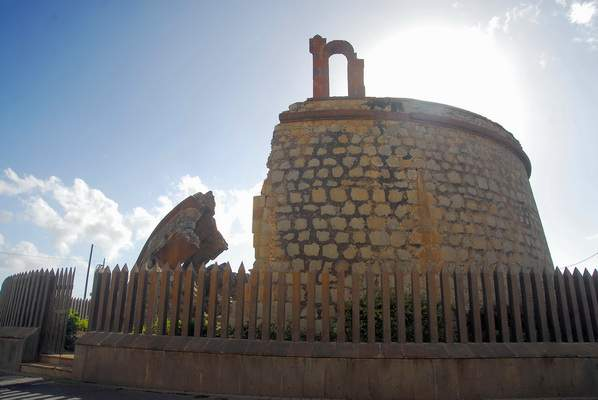
Château de San Andrés
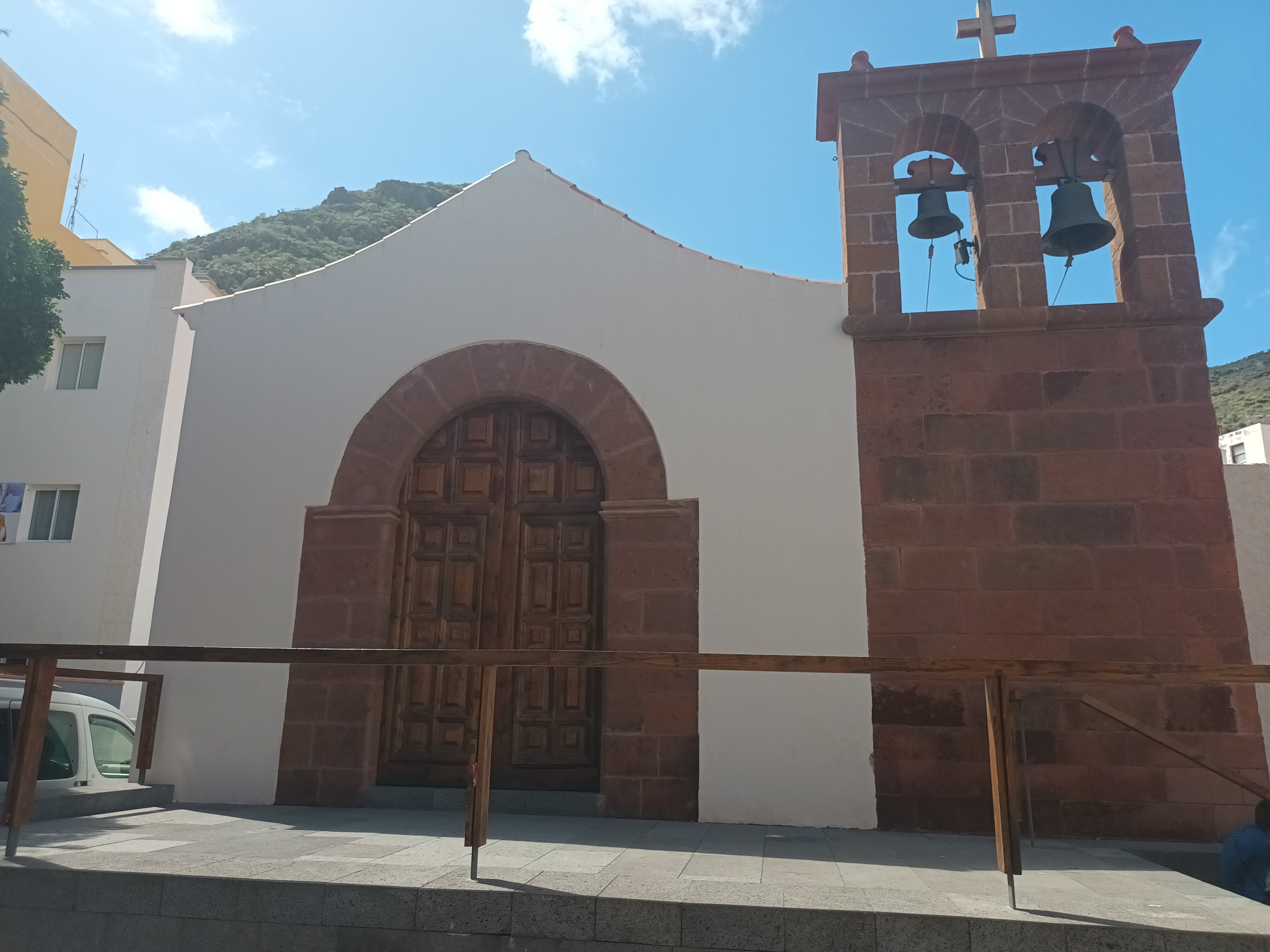
Église de Saint-André Apôtre
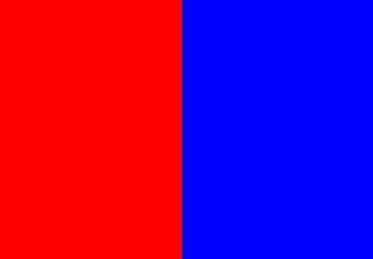
Drapeau de San Andrés
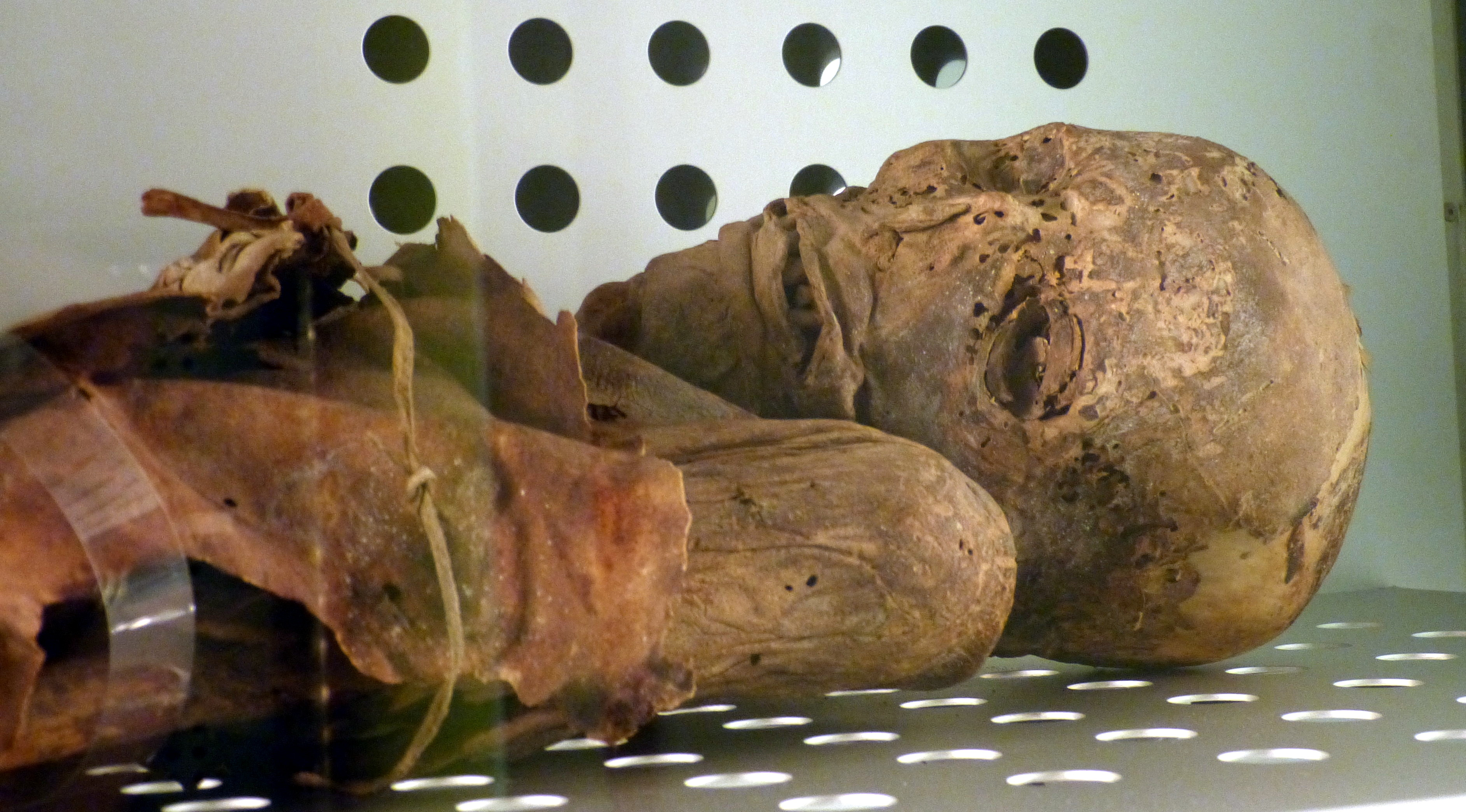
Momie de San Andrés (Musée de la Nature et de l'Homme, Santa Cruz de Tenerife)